# Jeanette Mühlmann
Jeanette Mühlmann (* 9. April 1952 in München) ist eine deutsch-schweizerische Schauspielerin, Produzentin und Autorin, die vor allem während der 1980er- und 1990er-Jahre in zahlreichen deutschen Fernsehserien Auftritte hatte.

## Leben
Mühlmann ist Tochter eines Rechtsanwalts und einer Tänzerin. Als Kind ins Ballett-Training der Mutter mitgenommen, tanzte sie bald bei Aufführungen mit. Nach dem Abitur studierte sie Politik- und Sozialwissenschaften sowie Journalismus an der LMU in München. Zum Ausgleich studierte sie Jazz-, Afrikanischen- und Südamerikanischen Tanz. Bei Dreharbeiten zu Eroberung der Zitadelle (Regie Bernhard Wicki) lernte sie 1975 den ungarisch/schweizer Regisseur und Schauspieler Andras Fricsay kennen, Sohn des Dirigenten Ferenc Fricsay. Sie wurde 1976 seine Regieassistentin. Ihre erste Assistenz-Arbeit absolvierte sie in Kindsmörderin von Leopold Wagner im Residenztheater München. Danach genoss sie eine Sprach- und Gesangsausbildung bei Margret Langen und Bennie Gillette.
1977 heiratete sie Andras Fricsay. 1980 war sie gemeinsam mit Andras Fricsay Gründerin der unabhängigen Münchner Theatertruppe „Die Zauberflöte“ (1980–1987), weitere Gründungsmitglieder waren: Jacques Breuer, Sissy Höfferer, Thomas Schücke, Mario Andersen. Anschließend begann ihre Schauspielkarriere an deutschen Theatern und im Fernsehen. Gleichzeitig begann sie, Kostümdesigns in Zusammenarbeit mit hochqualifizierten Theaterschneidern zu entwerfen. Die von ihr entwickelten Kostüme wurden zu einem ihrer Markenzeichen. 1988 erfolgte Scheidung von Andras Fricsay. Es war das Ende der Theatertruppe „Zauberflöte“. Für Mühlmann war Theaterspielen ohne Fricsay wie Suppe ohne Salz.
- 1992 erste Auftritte mit eigenen Gedichten (Loft München)
- 1996 erste Buchveröffentlichung mit Gedichten Sanft aber lebensgefährlich öffne ich dein Herz.
- (Frankfurter und Genfer Buchmesse)
- Beginn einer Reihe von Lesungen ihrer eigenen Gedichte mit Life Musik und dem Musiker Landy.

- 1997 bei einem Besuch in West-Afrika, Benin, ehemals Dahomé, erhielt Jeanette von der Mutter des initiierten Voodoo Trommlers Arsene de Souza den Namen „Sena“.
- 1999 zog sie nach NYC und startete eine zweite Laufbahn:
- CD Veröffentlichung: SENA – Natural High
- Gründung eines eigenen Fashion Labels: „SENA“

## Theater (Auswahl)
- 2010: The Crooner von Laurence Holder (Hanna) mit Rome Neal und George V Johnson (Nuyorican Poets Cafe NYC)
- 1996: Katze auf dem heissen Blechdach von Tennessee Williams (Maggie) Atelier Theater Bern
- 1994: Seid nett zu Mr. Sloane von Joe Orton (Kathy) mit Peter Fricke (Tournee durch deutschsprachige Länder)
- 1993: Paradise now von Mona Winter (Rose) mit Lauretta Hickman
- 1992: Queentett von Mona Winter (Lady Yellow) mit Lauretta Hickman
- 1991: Zwischenspiel von Arthur Schnitzler (Frederike) mit Peter Sattmann Regie Gerd Böckmann (Kammerspiele Hamburg)
- 1988: Lovestories von Arthur Miller (Modernes Theater München)
- 1987: Don Karlos von Friedrich Schiller (Königin Elisabeth) mit Heinz Baumann, Andras Fricsay, Sabina Trooger und Vincenzo Benestante
- 1984: Memories (Regie) mit Gundel Thormann und Andras Fricsay
- 1982: Red Ryder von Mark Medoff (Clarisse) mit Andras Fricsay, Thomas Schücke, Sissy Hoefferer u. a.
- 1981: Kabale und Liebe von Friedrich Schiller (Lady Milford) mit Jaques Breuer, Sissy Hoefferer, Thomas Schücke u. a.
- 1980: Blick zurück im Zorn von John Oborne (Helena) mit Jacques Breuer, Sissy Höfferer, Thomas Schücke und Mario Andersen

## Filmografie (Auswahl)
Spielfilme
- 1984: Das leise Gift
- 1986: Reschkes großer Dreh
- 1988: Fegefeuer oder die Reise ins Zuchthaus

Fernsehen
- 1984: Patrik Pacard (3 Folgen)
- 1984: Der Alte: Von Mord war nicht die Rede
- 1985: Der Fahnder: In unseren Kreisen
- 1985: Derrick: Gregs Trompete
- 1986: Losberg
- 1986: Die Krimistunde (Fernsehserie, Folge 21, Episode: "Der Stern")
- 1988: Der Fahnder: Im Zwielicht
- 1989: Auf Achse (7 Folgen) mit Manfred Krug
- 1989: SOKO 5113: Heimatabend
- 1993: Tatort – Die Zärtlichkeit des Monsters
- 1994: Der Bergdoktor: Die Falle
- 1997: Tatort – Brüder

Kurzfilme
- 2007: Keep it clean (NYC)